# Conservatorio Nacional de Grecia
El Conservatorio Nacional de Grecia (en griego: Εθνικό Ωδείο) fue fundado en Atenas en 1926 por el compositor Manolis Kalomiris y una variedad de otros artistas notables como Charikleia Kalomoiri, Marika Kotopouli, Dionisio Lavrangas, y Sophia Spanoudi. Durante varios años el conservatorio era la única organización educativa y cultural griega que servía a la comunidad internacional griega hasta la apertura de sucursales en Egipto y Chipre (1948). A través de los años muchos artistas conocidos cooperaron con el conservatorio, como María Callas, Gabriel Pierné, Dimitris Mitropoulos, y Avra Theodoropoulou.